# Luis de Morales

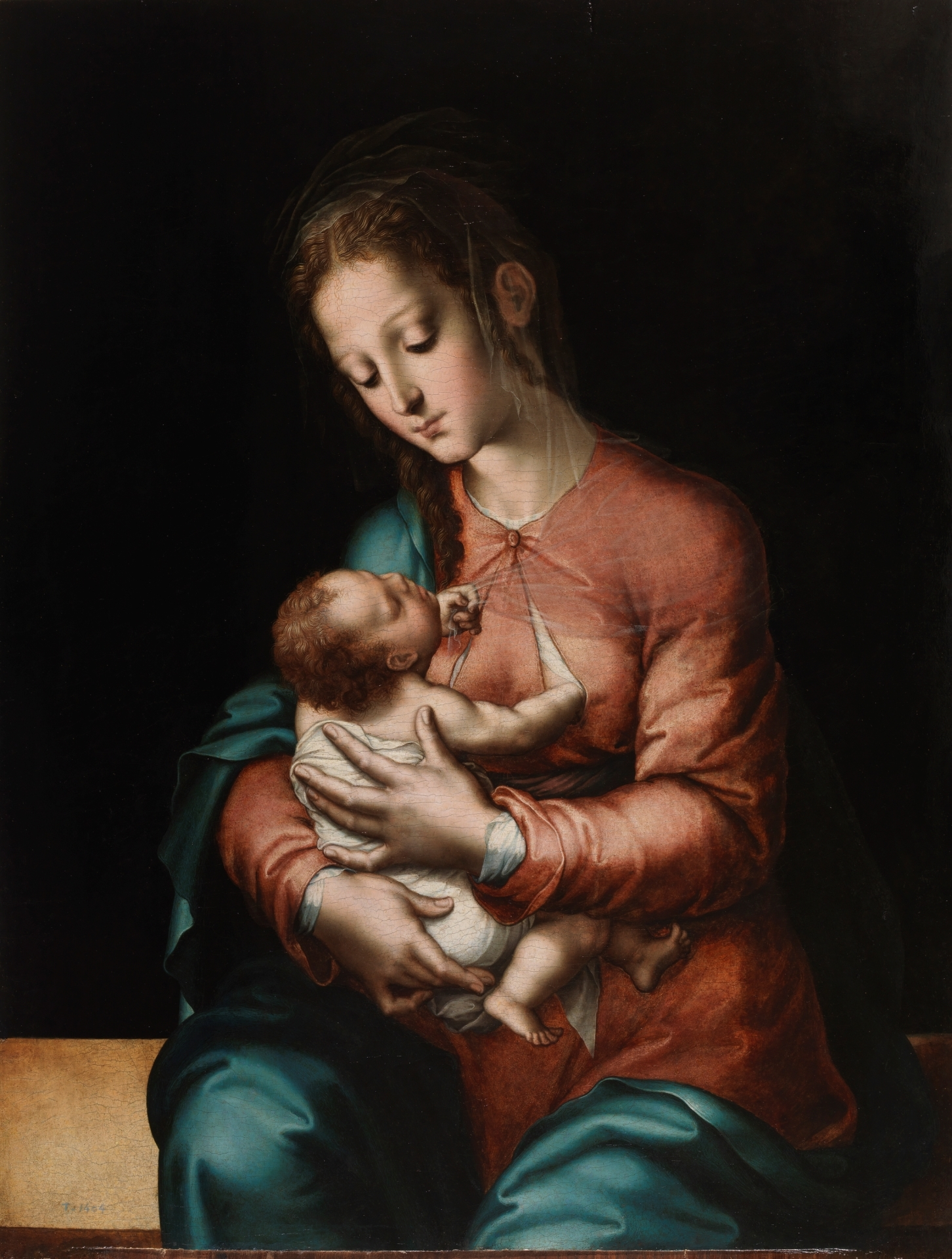
Virgen de la leche

Luis de Morales (Badajoz, ca. 1500 – 9 mei 1586) was een Spaans kunstschilder.
Hij was een mysticus en zijn bijnaam El Divino ('de goddelijke') had hij vanwege de uitsluitend religieuze thema's van zijn werken en vanwege de vroomheid van zijn inspiratie. Zijn figuren zijn lang en hoekig en staan meer onder invloed van sommige Vlaamse meesters, dan van El Greco.
Als onderwerp koos hij bij voorkeur de Madonna met het Kind, de Piëta en de lijdende Christus. Hij werkt over het algemeen in donkere, bruine tonen, met sterk sprekende realistische details (tranen, bloeddruppels).

## Belangrijke werken
- La Virgen del Pajarito (De Maagd met het vogeltje) (1546), in de kerk van San Agustín, Madrid.
- La Piedad (1560), in de kathedraal van Badajoz.
- San Juan de Ribera (1564), in het Museo del Prado.
- Ecce Homo (1565) in het Museu Nacional de Arte Antiga en Ecce Homo in de Hispanic Society of America.
- La Piedad, in het Prado.
- Virgen de la leche (Maria die haar kind aan haar borst voedt), in het Prado.

- Auckland Art Gallery Toi o Tāmaki: 7746
- Biblioteca Nacional de España: XX1030935
- Bibliothèque nationale de France: cb14916675g (data)
- Catàleg d'autoritats de noms i títols de Catalunya: 981058524771006706
- Gemeinsame Normdatei: 123210216
- International Standard Name Identifier: 0000 0001 2352 8754
- Library of Congress Control Number: nr91005750
- MusicBrainz: 0cd87c6d-d722-46f3-82bb-b0cc297660f1
- Nationale Bibliotheek van Tsjechië: xx0079359
- Nationale Bibliotheek van Israël: 987007294131805171
- Nederlandse Thesaurus van Auteursnamen: 146625544
- RKD-Nederlands Instituut voor Kunstgeschiedenis: 57590
- Système universitaire de documentation: 069113378
- Union List of Artist Names: 500012719
- Virtual International Authority File: 31849912
- WorldCat: E39PBJxGWCPMgDGwTmjcYvMMfq